# Olympiaturm
Olympiaturm, ou Olympic Tower (em português:Torre Olímpica), foi construída em 1968 na cidade de Munique, Alemanha. Tem 291,3 m (956 pés) e, até julho de 2019, é a 50.ª torre de estrutura independente mais alta do mundo.

## Ver também

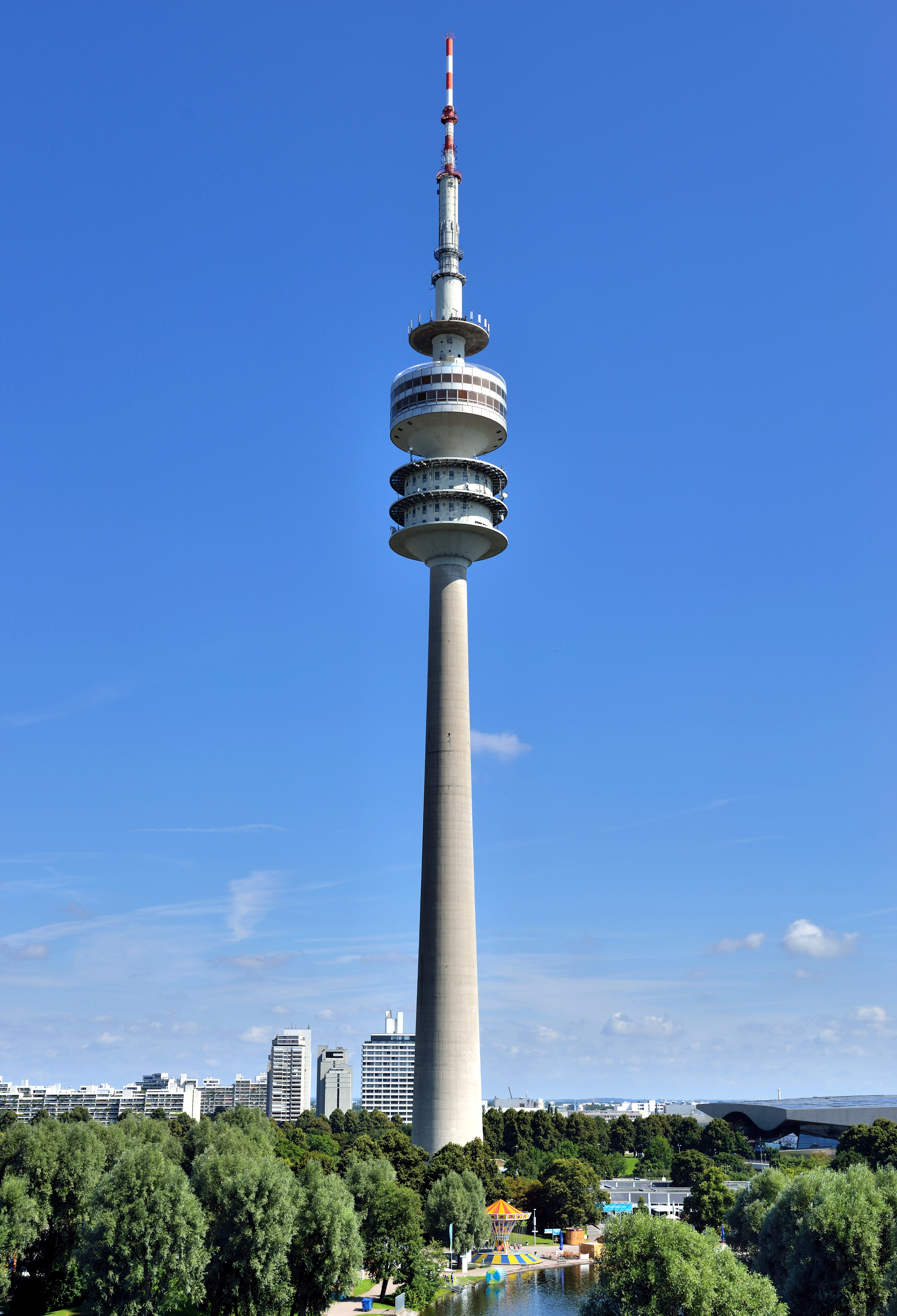